# Anna Karenina (film, 2012)
Anna Karenina (v anglickém originále Anna Karenina) je britský romantický film z roku 2012 na námět klasického románu Anna Kareninová ruského spisovatele Lva Nikolajeviče Tolstého. Režisérem filmu je Joe Wright, hlavní role ve filmu ztvárnili Keira Knightley, Jude Law, Aaron Taylor-Johnson, Matthew MacFadyen a Kelly Macdonaldová.

## Obsazení
| Keira Knightleyová   | Anna Kareninová         |
| Jude Law             | Alexej Karenin          |
| Aaron Taylor-Johnson | Alexej Vronskij         |
| Matthew MacFadyen    | Stěpan Oblonskij        |
| Kelly Macdonaldová   | Darja Oblonská          |
| Alicia Vikander      | Jekatěrina Ščerbatskaja |
| Domhnall Gleeson     | Konstantin Levin        |
| Olivia Williamsová   | hraběnka Vronská        |
| Emily Watsonová      | Lidia Ivanovna          |